# Ivan Blatný

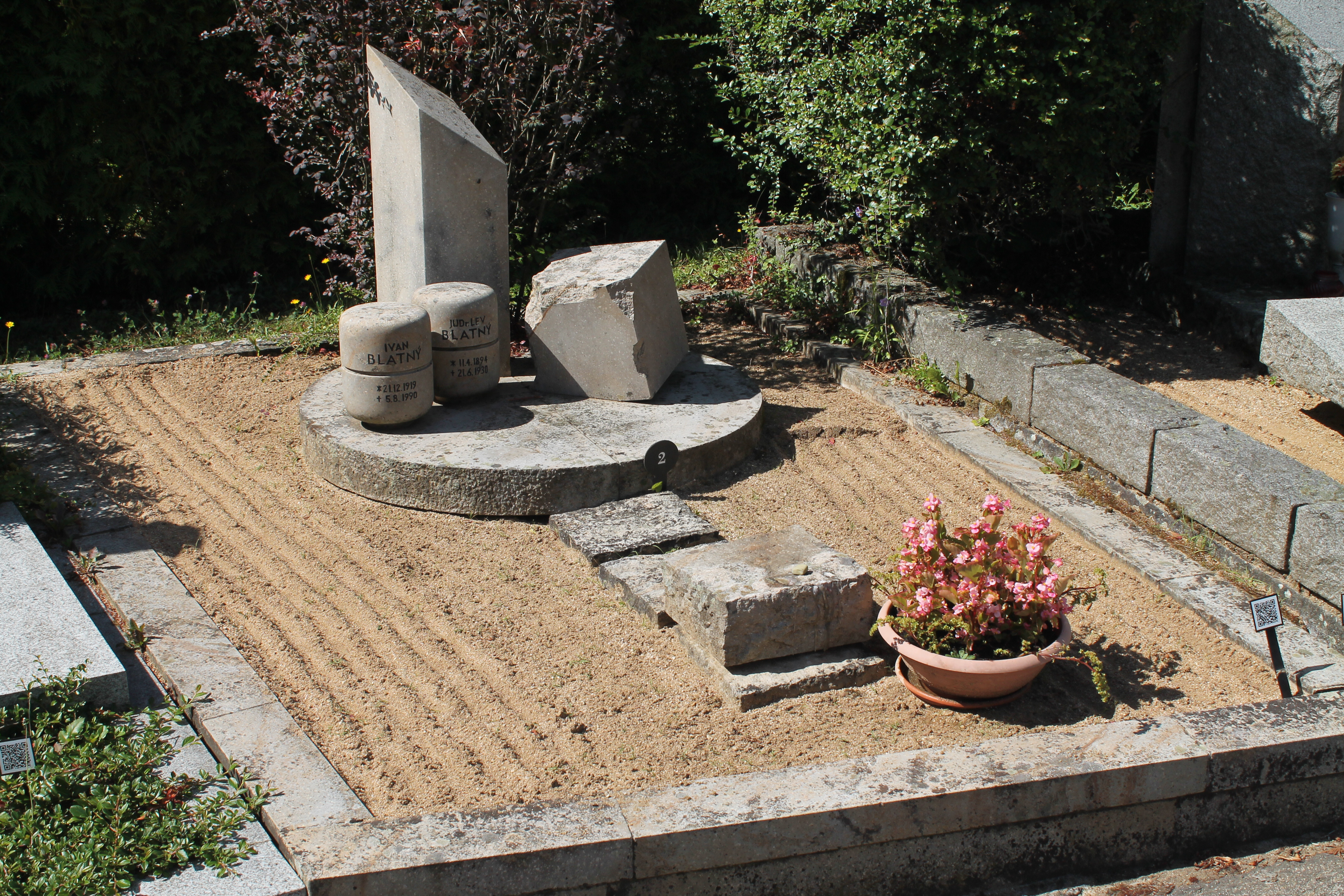
Hrob Ivana Blatného a Lva Blatného na Ústředním hřbitově v Brně

Ivan Blatný (21. prosince 1919 Brno – 5. srpna 1990 Colchester, Spojené království) byl moravský básník, člen Skupiny 42, překladatel a esperantista.

## Život
Byl synem moravského literáta Lva Blatného a Zdeňky roz. Klíčníkové. S rodiči poměrně hodně cestoval. Jeho otec však roku 1930 zemřel (Ivanu Blatnému bylo tehdy pouze 11 let) a po necelých třech letech mu zemřela i matka. Poté se o něj starali prarodiče z matčiny strany Anna Klíčníková (roz. Malá) a Arnold Klíčník. Literárním patronem mu byl Vítězslav Nezval.

### Mládí a období 2. světové války
V roce 1928 se zúčastnil literární soutěže v Lidových novinách. Vystudoval gymnázium, a přestože studoval s obtížemi, stal se redaktorem Studentského časopisu, kde získal 1. místo v soutěži o báseň roku. Brzy po dokončení gymnázia začal studovat Filozofickou fakultu Masarykovy univerzity v Brně obor čeština-němčina (ještě ovládal esperanto). V roce 1935 zdědil po smrti svého dědečka Arnolda Klíčníka zavedený optický závod v Solniční ulici, který ho živil až do jeho odchodu do exilu. V této době také přispíval do několika literárních časopisů. Svou prvotinu, básnickou sbírku Paní Jitřenka, vydal v roce 1940. O rok později vydal sbírku Melancholické procházky, která zvítězila v celonárodní soutěži. V letech 1944–1945 byl členem Moravského kola spisovatelů.

### Odchod do exilu
Po osvobození vstoupil do KSČ. Roku 1948 byl vyslán místo Jana Čepa, který byl komunistickým vedením pokládán za nespolehlivého, jako člen tříčlenné oficiální delegace Syndikátu československých spisovatelů do Londýna, odkud se již nevrátil – v BBC oznámil, že se domů do Československa nevrátí. V českém vysílání londýnského rozhlasu promluvil o potlačování kultury a svobody tvorby v Československu. V Anglii požádal o politický azyl, poštou vrátil průkaz KSČ i Syndikátu československých spisovatelů. V Československu byl označen za zrádce, zbaven majetku a občanských práv a stal se zakázaným básníkem.
Z okna mám vyhlídku na pivovarský dvůr.
Tajemné jeskyně a ve dnech sudy. Sudy.
Je ráno, drhnou zem'. Lucerna mrtvých můr.
Znáš dálku? Já ji znám. A znám ji ve všem všudy.
Ivan Blatný, Melancholické procházky (1941)

### Nemoc
Ivan Blatný život v exilu nesl velmi těžce, zhoršila se mu jeho psychická choroba, stihomam, obával se, že ho chce unést KGB. Život v emigraci byl pro něj obtížný, neuměl ani anglicky. Určitou dobu ale spolupracoval s BBC a Svobodnou Evropou – pořizoval překlady.
V roce 1954 byl trvale umístěn v psychiatrické léčebně (Claubury Hospital v Essexu s diagnózou paranoidní schizofrenie. Během let se však přístup lékařů změnil a Blatný byl spíše než jako případ psychiatrický vnímán jako případ sociální. V r. 1963 byl přeložen do „útulku“ House of Hope v Ipswichi. Roku 1984 Po konfliktu se spolupacientem musel podstoupit operaci levého oka; to zůstalo téměř slepé. V r. 1985 se přestěhoval do obytného hotelu Edensor v letovisku Clacton-on-Sea (Suffolk); tam pak žil až do své smrti. Roku 1977 se seznámil se zdravotní sestrou Frances Meachamovou, která poslala na radu jeho brněnských přátel jeho tvorbu do Kanady do nakladatelství '68 Publishers Josefa Škvoreckého a Zdeny Salivarové, kde vyšel výbor jeho tvorby pod jménem Stará bydliště. Vydání této sbírky Ivana Blatného velmi povzbudilo, začal pracovat na další sbírce (Pomocná škola Bixley).
V roce 1990 poslal Václavu Havlovi děkovný dopis.
Zemřel na rozedmu plic, jeho popel byl v roce 1991 převezen do Brna, kde byl pohřben na Ústředním hřbitově [sk. 25e, hrob 2] společně se svým otcem na pietním pohřebišti. Skutečný hrob jeho otce Lva Blatného se však nachází několik desítek metrů odtud, v rodinné hrobce Arnolda Klíčníka.
12. července 1994 byla na domě Obilní trh 4 odhalena pamětní deska, připomínající, že právě v tomto domě ve třetím podlaží žil básník Ivan Blatný v rodině svého strýce Arnolda Klíčníka.
Dne 10. září 2020 byla za účasti představitelů města a českého velvyslance ve Velké Británii Libora Sečky po Ivanu Blatném slavnostně pojmenována jedna z ulic v Ipswichi. Jedná se o ulici v místech, kde se nacházel psychiatrický ústav, v němž český básník strávil devět let svého života. Ivan Blatný se tak stal po Bedřichu Smetanovi, Janu Palachovi, Václavu Hollarovi a Janu Husovi pátým Čechem, po němž je pojmenovaná některá z ulic ve Spojeném království.

## Literární dílo

### Poezie
- Paní Jitřenka – 1940
- Melancholické procházky – 1941, vydal Melantrich
- Tento večer – 1945
- Hledání přítomného času – 1947
- Stará bydliště – 1979, vydalo nakladatelství Sixty-Eight Publishers v Torontu; v Česku v r. 1992; výbor z díla psaného po r. 1948
- Pomocná škola Bixley – samizdat 1982, se změnami v Torontu 1987, oficiálně Česku v r. 1994
- Jde pražské dítě domů z bia... – 2017, básně z pozůstalosti psané v letech 1982–1990 vydalo Druhé město v r. 2017

### Próza
- Hra na povídku – společně s J. Ortenem
- Druhá hra na povídku – společně s J. Ortenem

### Pro děti
- Na kopané – 1946
- Jedna, dvě, tři, čtyři, pět – 1947

Dále se zachovalo velké množství nezpracovaných rukopisů.